# ليتيكا ساران
«ليتيكا ساران» هي المدير العام السابق للشرطة، تاميل نادو، الهند. عملت كالمفوضة ال36 للشرطة في تشيناي. هي المرأة الوحيدة التي ترأس منظمة شرطة حضرية في الهند. قبل ذلك كانت مديرة عامة إضافية للشرطة.

## النشأة
ولدت ساران في 31 مارس 1952 في منطقة إيدوكي في ولاية كيرالا. اسم والدها هو نسي داهار، كان أول مزارع في شركة James Finlay and Co، والتي أصبحت فيما بعد شاي تاتا. اسم والدتها هو دخلت خدمة الشرطة الهندية في ولاية تاميل نادو في عام 1976 كواحدة من أول امرأتين تم قبولهما.

## الحياة العملية
تشمل الوظائف التي شغلتها ساران ADGP ؛ مدير التدريب والمشاريع، بأكاديمية شرطة تاميل نادو ؛ المفتش العام للشرطة، بمديرية اليقظة ومكافحة الفساد (DVAC). أصبحت مفوض الشرطة، بتشيناي الكبرى في 20 أبريل 2006.
و في 8 يناير 2010 ، تم تعيينها مديرة عامة للشرطة (DGP) في ولاية تاميل نادو، لتصبح ثاني امرأة تشغل هذا المنصب لولاية في الهند. تم الطعن في تعيين ساران لاحقًا من قبل ضابط آخر في مصلحة السجون وادعى أن أقدميته قد تم التغاضي عنها. و في أكتوبر 2010 ، ألغت محكمة مدراس العليا تعيين ساران وقضت بوجوب تقديم قائمة تضم ثلاثة مرشحين مؤهلين تختار حكومة الولاية من بينهم. اختارت حكومة الولاية مرة أخرى ساران من القائمة «بعد الاعتبار الواجب والامتثال الكامل لتوجيهات المحكمة العليا». تم إعادة تعيينها في 27 نوفمبر 2010.
تقاعدت ساران في أبريل 2012.

## الحياة بعد التعاقد
بعد تقاعدها، تقضي ساران وقتها من خلال الانخراط في الأنشطة الاجتماعية. أعطت أهمية أكبر لقطاع السلامة على الطرق من خلال حضور جلسات توعية في المدارس والكليات وكانت تشارك وتخلق الوعي من خلال المنظمات غير الحكومية أيضًا. كما افتتحت أيضًا حملة توعية مرورية ضخمة. عقدت على 100 إشارة مرور عبر تشيناي في نفس اليوم ونفس الوقت في 9 أغسطس 2015 والتي نظمتها منظمة Thozhan غير الحكومية، والتي تعمل على خلق وعي بالسلامة على الطرق جنبًا إلى جنب مع Good Samaritan Law  وقامت بتوزيع كتيبات توعية بأهمية اتباع قواعد السلامة على الطرق.